# Брукдейл (Нью-Джерсі)
Брукдейл (англ. Brookdale) — переписна місцевість (CDP) в США, в окрузі Ессекс штату Нью-Джерсі. Населення — 9854 особи (2020).

## Географія
Брукдейл розташований за координатами 40°50′6″ пн. ш. 74°10′47″ зх. д. / 40.83500° пн. ш. 74.17972° зх. д. (40.834944, -74.179777).  За даними Бюро перепису населення США в 2010 році переписна місцевість мала площу 4,16 км², з яких 4,15 км² — суходіл та 0,01 км² — водойми.

## Демографія
Згідно з переписом 2010 року, у переписній місцевості мешкало 9239 осіб у 3445 домогосподарствах у складі 2581 родини. Густота населення становила 2219 осіб/км².  Було 3583 помешкання (861/км²).
Расовий склад населення:
| - 76,5 % — білих - 12,3 % — азіатів - 5,0 % — чорних або афроамериканців - 0,1 % — корінних американців - 3,0 % — осіб інших рас |

До двох чи більше рас належало 3,2 %. Частка іспаномовних становила 11,7 % від усіх жителів.
За віковим діапазоном населення розподілялося таким чином: 21,9 % — особи молодші 18 років, 62,9 % — особи у віці 18—64 років, 15,2 % — особи у віці 65 років та старші. Медіана віку мешканця становила 41,6 року. На 100 осіб жіночої статі у переписній місцевості припадало 89,2 чоловіків;  на 100 жінок у віці від 18 років та старших — 87,0 чоловіків також старших 18 років.
Середній дохід на одне домашнє господарство  становив 122 540 доларів США (медіана — 107 930), а середній дохід на одну сім'ю — 136 914 долари (медіана — 122 000). Медіана доходів становила 71 147 доларів для чоловіків та 62 824 долари для жінок. За межею бідності перебувало 5,7 % осіб, у тому числі 5,0 % дітей у віці до 18 років та 3,4 % осіб у віці 65 років та старших.
Цивільне працевлаштоване населення становило 5323 особи. Основні галузі зайнятості: освіта, охорона здоров'я та соціальна допомога — 27,0 %, науковці, спеціалісти, менеджери — 14,1 %, роздрібна торгівля — 10,8 %, фінанси, страхування та нерухомість — 7,6 %.